# Faria Lemos
Faria Lemos là một đô thị thuộc bang Minas Gerais, Brasil. Đô thị này có diện tích 165,654 km², dân số năm 2007 là 3612 người, mật độ 24 người/km².